# 台鐵DR3100型柴聯車
DR3100型柴聯車，是臺灣鐵路公司（原臺灣鐵路管理局，略稱臺鐵或臺鐵局）委由日本車輛製造，啟用於1998年之柴聯車，以自強號列車營運。

## 概要
1990年代，由於DR3000型的加入，使得東線柴聯自強號運用吃緊雖有紓解，但在假日運能仍有不足。因此台鐵於1998年初透過了「810購車計畫」引進DR3100型柴聯車，列車名稱為「自強號」，以求在宜蘭、北迴線電氣化竣工之前，小幅度提升東幹線運能。首批柴聯車並於1998年3月交車，在經歷了數個月的試車之後，於同年8月1日全數投入東幹線營運，服務東部旅客。該型車由日本車輛進行列車的設計與承造，日本車輛生產45DR3101+45DR3151+45DR3102這一組，其餘車輛則散裝進口，由日本車輛的指導下，在唐榮鐵工廠機械廠的鐵道車輛工廠（今台灣車輛）組裝，共生產了10組總共30輛。

## 車輛外觀
DR3100型在車體設計上最大的改變，莫過於採用滑柱塞式上下台門，不論動力車或拖車之客室前後均採用單側雙車門之設計，可供旅客快速上下車並保障乘客安全；而也正因為增設車門的緣故，客室的車窗配置也改為五大窗或六大窗相連，並搭配一個可開小窗之設計，而終點顯示器也改在側面中央的位置等，和先前引進的DMU有著明顯不同。至於在駕駛車端面上，45DR3100型的頭燈一改原本的集中方式，分散至左右兩個駕駛窗上方。另外DR3100型也使用改良式的風檔，為僅使用單一風檔來連結兩車廂，有別於以往一定要兩個才能連結，因此45DR3100型只有單號車駕駛端面才有風檔雙號車則無，因此在編組時必須特別注意風檔方向問題。目前45DR3100型單號車固定面向順行端，雙號車固定面向逆行端。
於2004年4月27日起，台東線改為自動號誌，不再需要授受電氣路牌，故駕駛室及車長室後方車身安裝的路牌受墊已拆除。

## 車輛構造及設備

### 引擎及傳動系統
DR3100型自原裝時期即採用出力更大的美國CumminsNTA855-R1型引擎，其動力連續定額可達350HP/2100rpm，最大出力則可達385HP/2100rpm，並且在引擎設有AFC空氣燃油控制器，可避免異常加速之下排放過量濃煙。至於在傳動系統設計上，本車同樣採用新潟鐵工所製造的DBSF-100C型液體變速機，其驅動之車軸仍為單軸，並且採用RG-18C型逆轉機。而在DR2900/3000於2023年4月退出營運後，其替換下來的N14-R4型引擎也陸續移轉至DR3100型繼續使用。

### 發電設備
在編組中央的45DR3150型電源拖車則是採用Cummins NTA855-R4型引擎作為發電引擎，並且採用EFC電子燃油控制器同樣具有防止過度廢氣排放，其出力在運作中為270HP/1800rpm，大致與先前柴聯車之拖車相同。其發電原理為由發電引擎帶動發電機產生440V三相交流電源提供給本身及其前後動力車使用，其單一發電機最多可提供2組6輛的冷氣照明電源之用，其發電機形式為富士電機所製造的3FC5314E-4Z三相交流無碳刷式發電機。

### 軔機系統
本型車與DR2800~3000型柴聯車相同，同樣採用日本NABCO所製造的SMEE電磁直通軔機，但採用H5-C型軔機控制總成，自原裝時期即採用U6C閥，而非使用J型繼動閥，其功能與H5-B型完全相同，同樣具備一套具有四種模式的自動軔機系統作為備援及車輛迴送之用。而在軔缸設計上，本型車更是採用BFC單元式軔缸直接設置於轉向架上，不需再額外增設基礎軔機，並且在每輛車都裝有BFC-F停留軔機，而不再使用傳統之手軔機設計；其軔缸製造廠與TR55相同，為SAB WABCO所製造。其軔塊材質同樣為合成閘瓦，與DR2900、3000型相同。

### 轉向架
DR3100型使用ND-727動力轉向架與ND-727T型無動力轉向架，其形式為無搖枕樑自導式，一次承懸為軸簧搭配直立油壓減震器；二次承懸則為空氣彈簧轉向架，其牽引錨桿設置於中心銷與橫樑之間作為牽引之用；而為了克服搖動問題，因此本型轉向架亦設置有調壓閥以減少車體左右搖動。其支撐採設計上採三點支撐，以左右兩側之空氣彈簧與中央中心銷共同分散重量。其避震效果十分優異，使得本型車之舒適性上優於其他形式之柴聯車。

## 列車編成

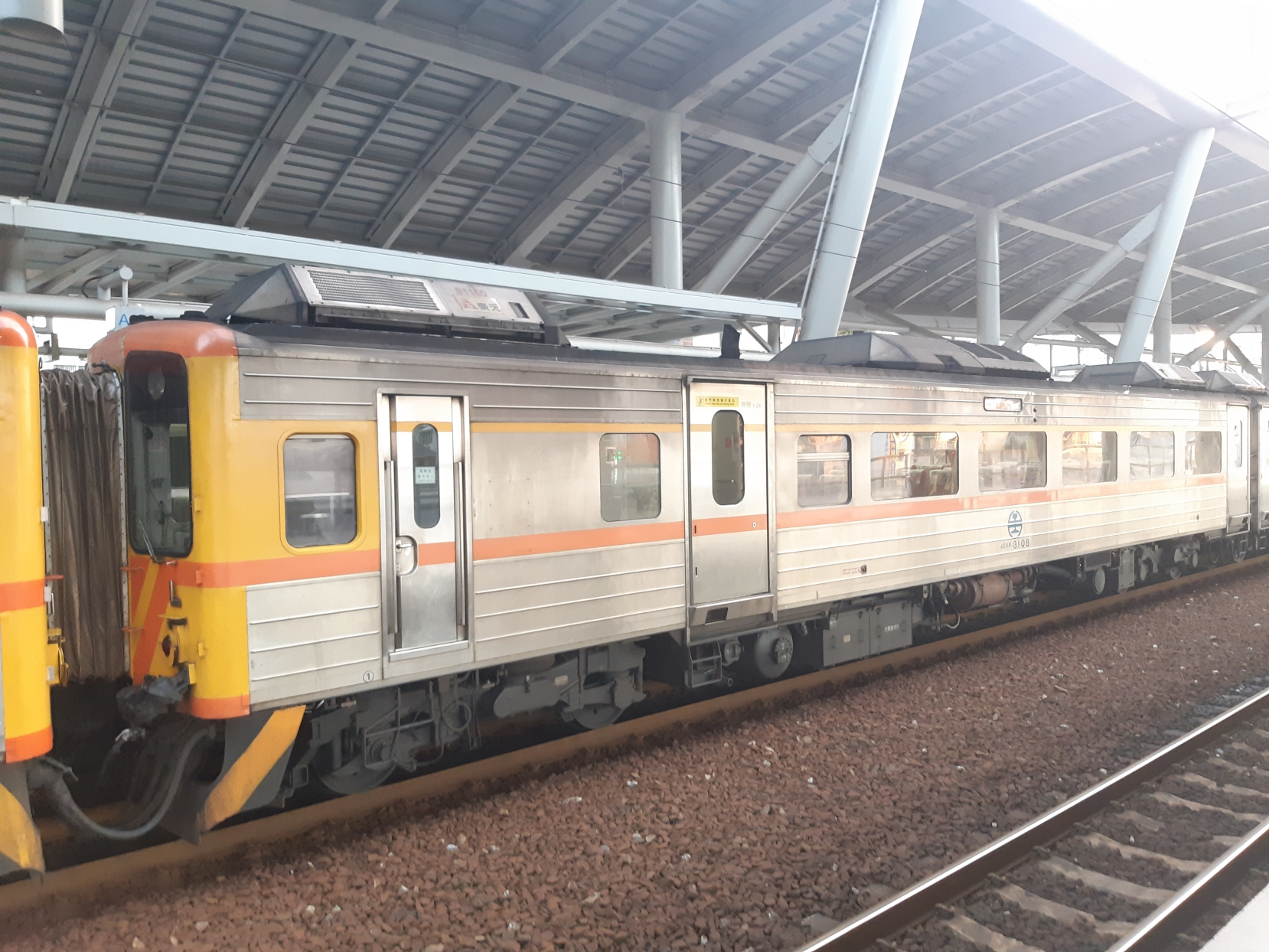
動力車45DR3100型

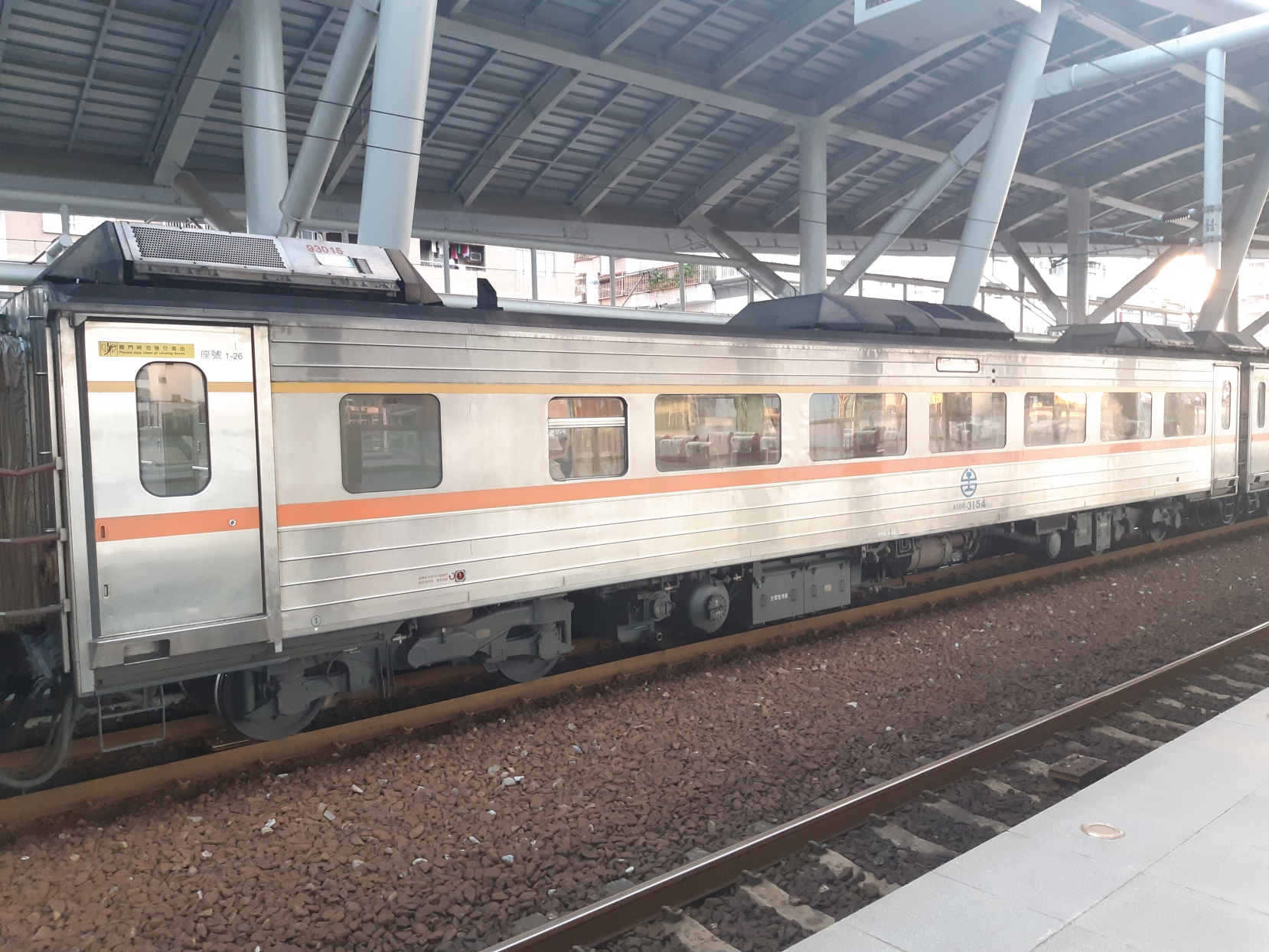
拖車45DR3150型

編組：三輛一組，每組有二輛動力車（45DR3100）和一輛可發電供空調照明用的拖車（45DR3150）。每3輛為1編成，實際營運時大多以3~4組為一列，即9至12輛。
|          |          |          |  |  |  |  |  |  |  |  |  |  |  |  |  |
| 45DR3100 | 45DR3150 | 45DR3100 |  |  |  |  |  |  |  |  |  |  |  |  |  |

可以依照需要靈活編組，以一組或五組行駛。
| 型 式    | DR3100                 | DR3150               |
| -------- | ---------------------- | -------------------- |
| 最高車速 | 110㎞/小時             | (拖車)               |
| 馬 力    | 350HP（動力用）        | 270HP（冷氣用）      |
| 座 位    | 奇數：44位，偶數：46位 | 52位                 |
| 引擎型式 | 固敏式NTA855-R1        | 固敏式NTA855-R4      |
| 製造廠商 | 日本車輛               | 日本車輛             |
| 製造年份 | 1998年                 | 1998年               |
| 數 量    | 20輛                   | 10輛                 |
| 車 號    | DR3101～DR3120         | DR3151～DR3160       |
| 散熱方式 | 車頂強制通風式散熱器   | 車頂強制通風式散熱器 |
| 備 註    | 動力駕駛車             | 附有發電機之電源拖車 |

## 無階化改造
2018年2月23日，首列DR3101+3151+3102編組回送至大肚的仕佳興業工廠，進行車門階梯無階化改造作業，並已於5月下旬改造完工出廠。後續編組亦陸續分批回送至仕佳興業，以約3-4個星期改造一組的進度，進行無階化改造作業。至2019年1月24日，DR3105+3153+3106編組由仕佳興業改造完畢出廠後，本型車10組30輛已全數改造完畢，是繼EMU700型之後，第二款完成無階化改造的車型，也是台鐵柴聯自強號中唯一一款有無階化的車型。
有以下重點改造：
- 上下台門台階填平並設置突緣及受影響區域之車廂地板鋼體補強、鋪層更新，以及標示、標記與標語重新設置。
- 上、下台門通行淨高度至少1,850mm條件下，不足高度之門機蓋板更新。
- 上下台門之車門系統更新、乘客上、下台門扶手更新，以及相關警告、禁制之標示、標記及標語製作與張貼。
- 車輛聯結處裝設防止人員自月台處墜落軌道之車間防墜落裝置。
- 上下台門鑰匙開關供應及更換作業，警示音改造成同EMU500無階化車輛之開關門警示音，並增設車門內外緊急開關門旋鈕。
- 無障礙車廂增設車外「車門開啟、車門關閉」顯示器（與EMU700車門無階化改造後相同）。

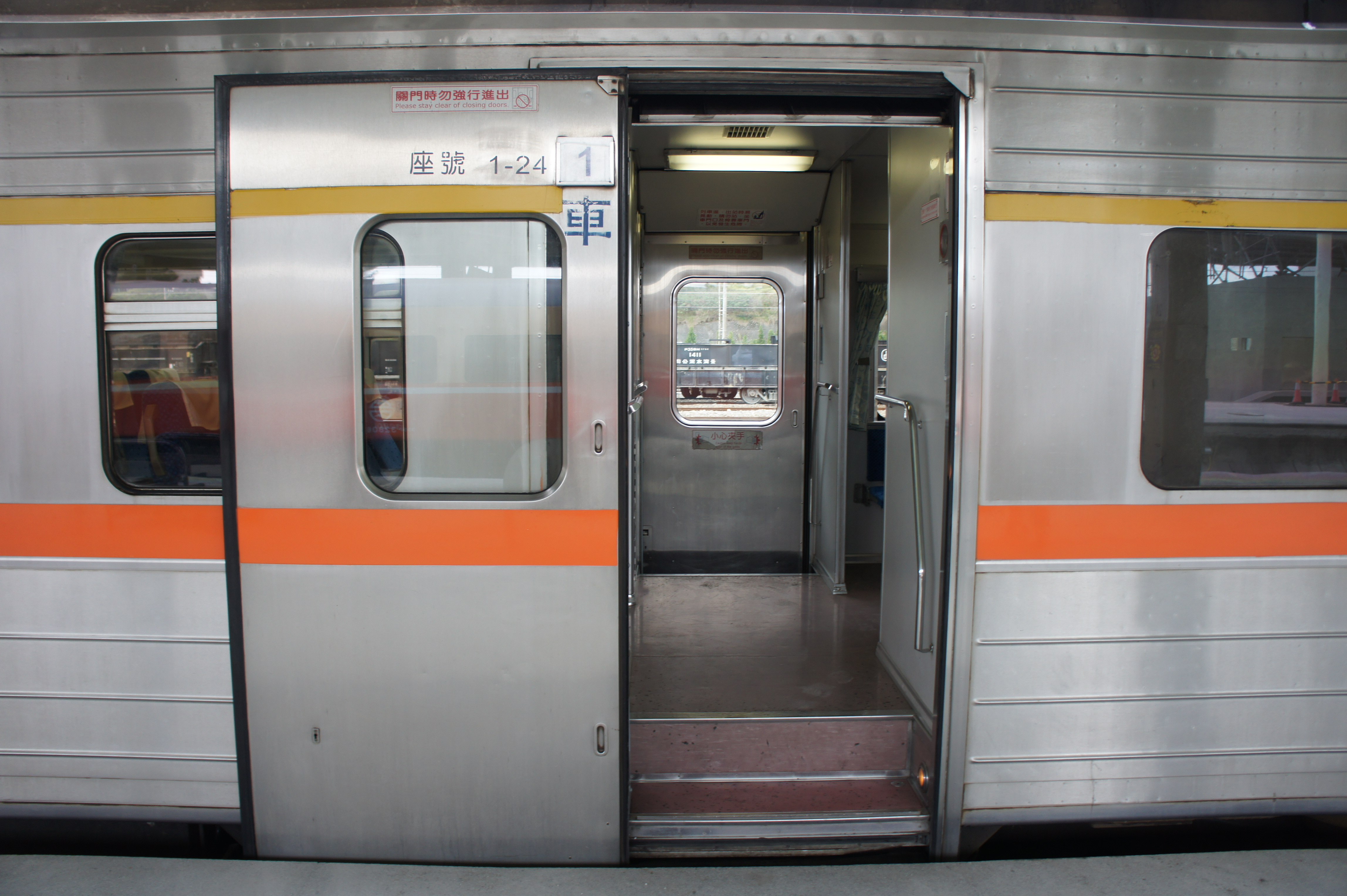
無階化改造前的車門

## 行車事故
- 2012年6月14日：從新左營開往花蓮的305次自強號，行經大武～瀧溪間的大武2號隧道口時撞上隧道口外的土石流，導致第1車(DR3108)出軌。
- 2015年5月1日：從台中開往台東的自強號371次停在斗六車站，第5節車廂(DR3155)車軸卡死起火冒出大量濃煙，幸撲滅火勢，並無人員傷亡[5]。

## 照片集

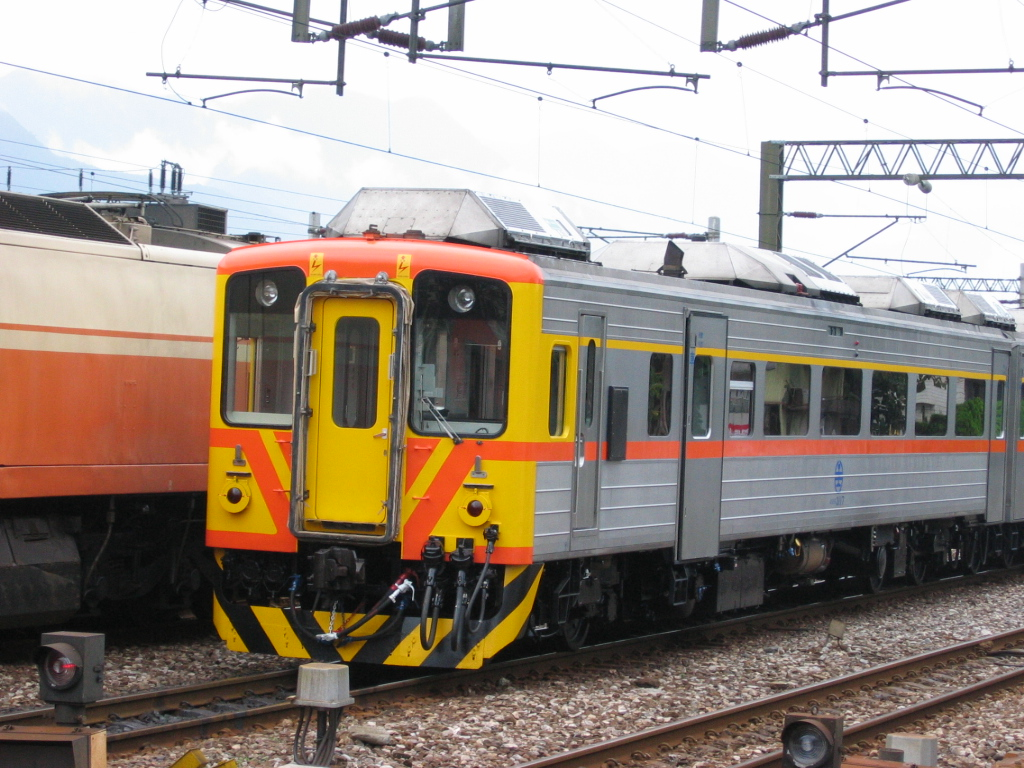
DR3100型自強號在花蓮站（2007年6月18日）
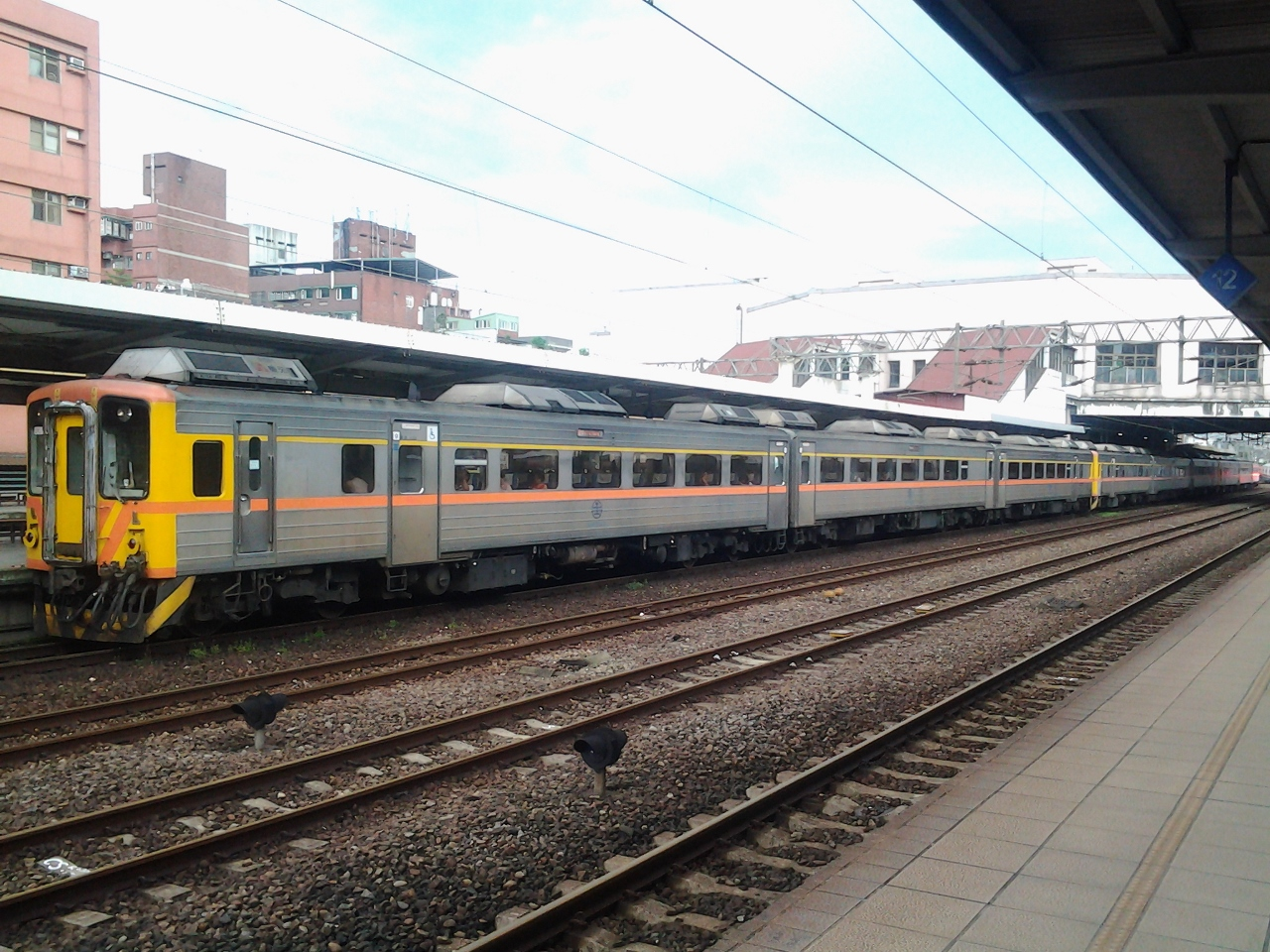
停在樹林站的DR3100型（2013年8月16日）
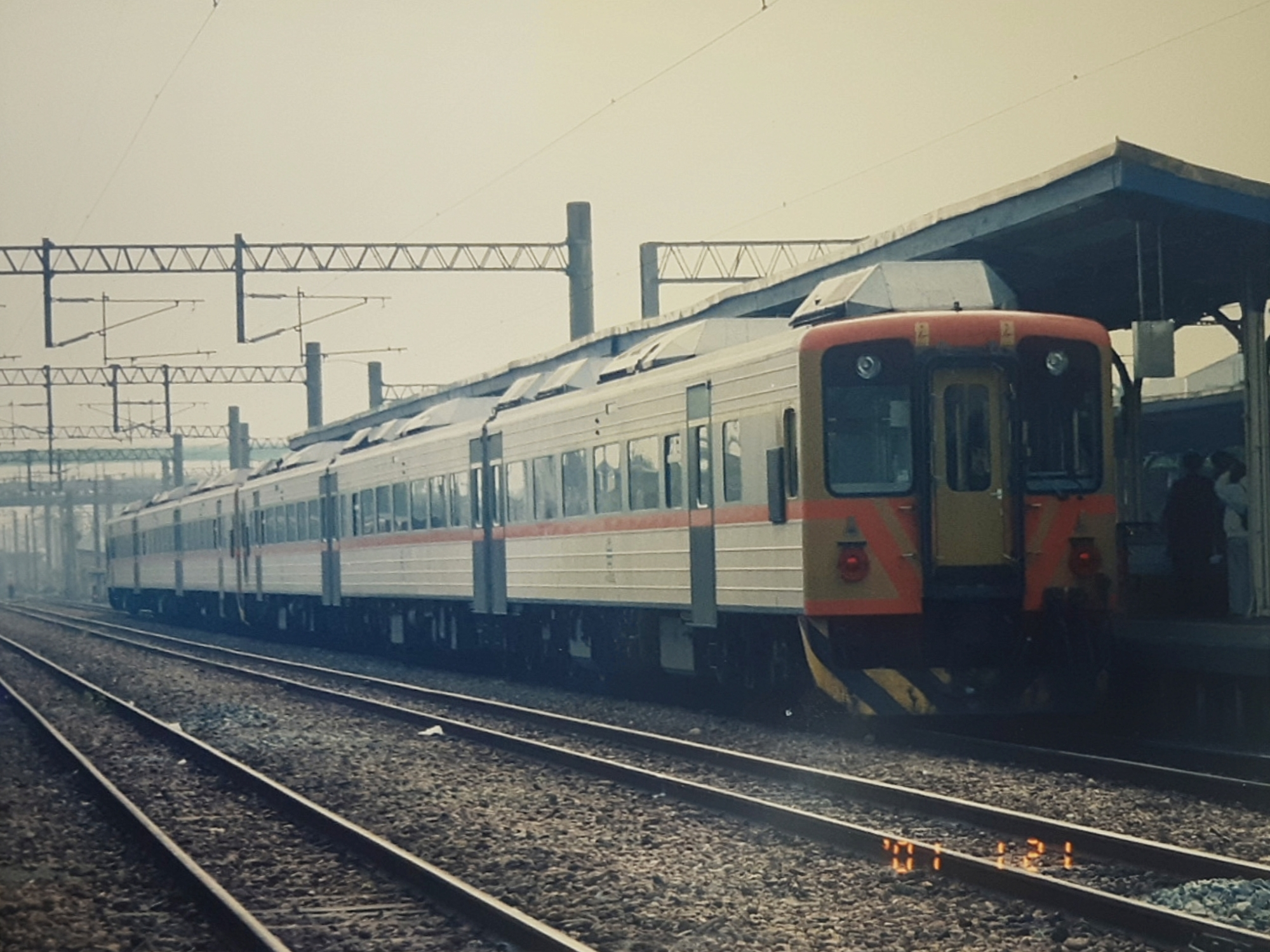
配合集集線復駛擔任專車停靠在二水的DR3100型柴聯車（2001年1月21日）
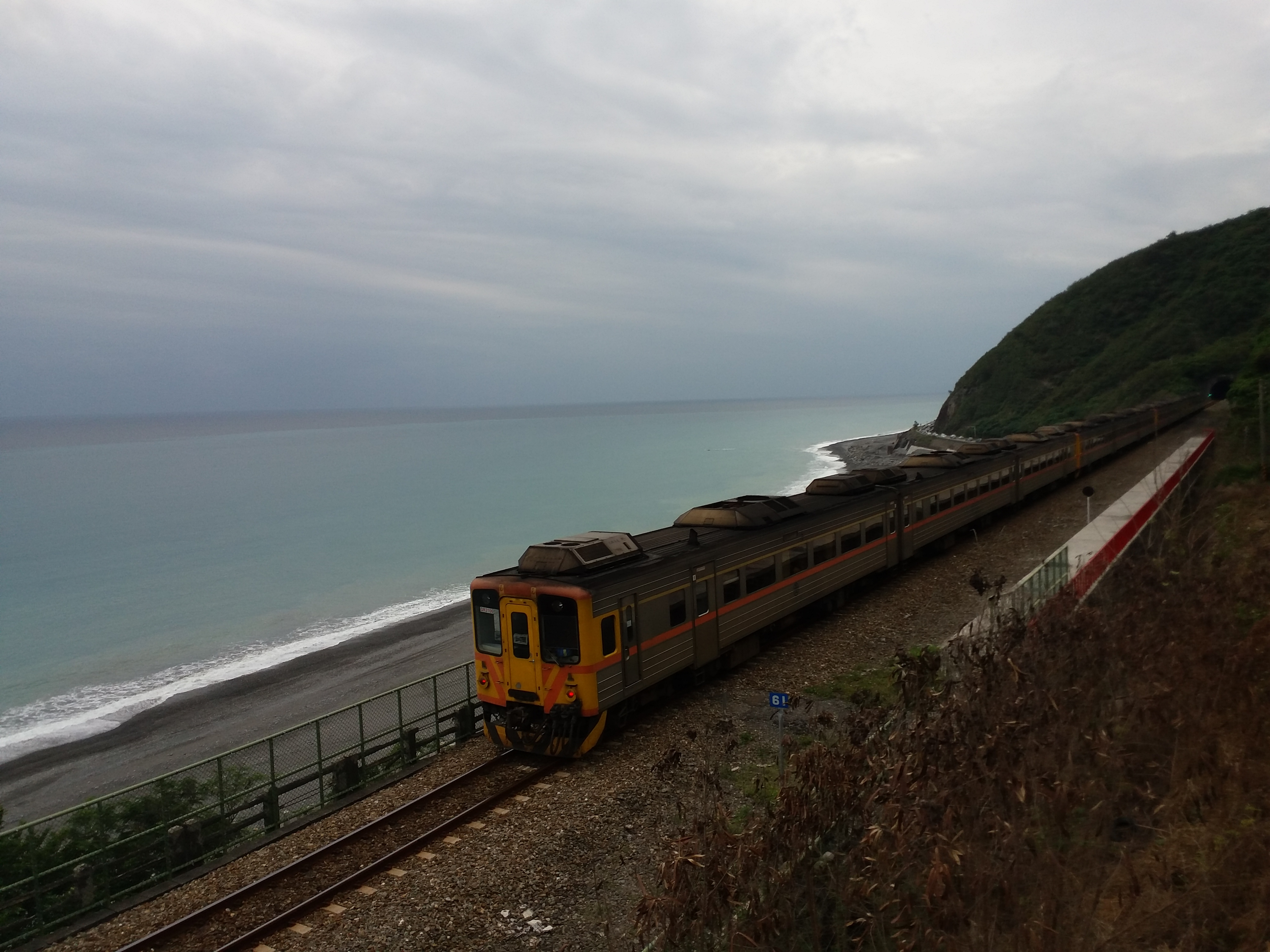
行經多良的DR3100型柴聯車，此時南迴線尚未電氣化（2016年2月10日）
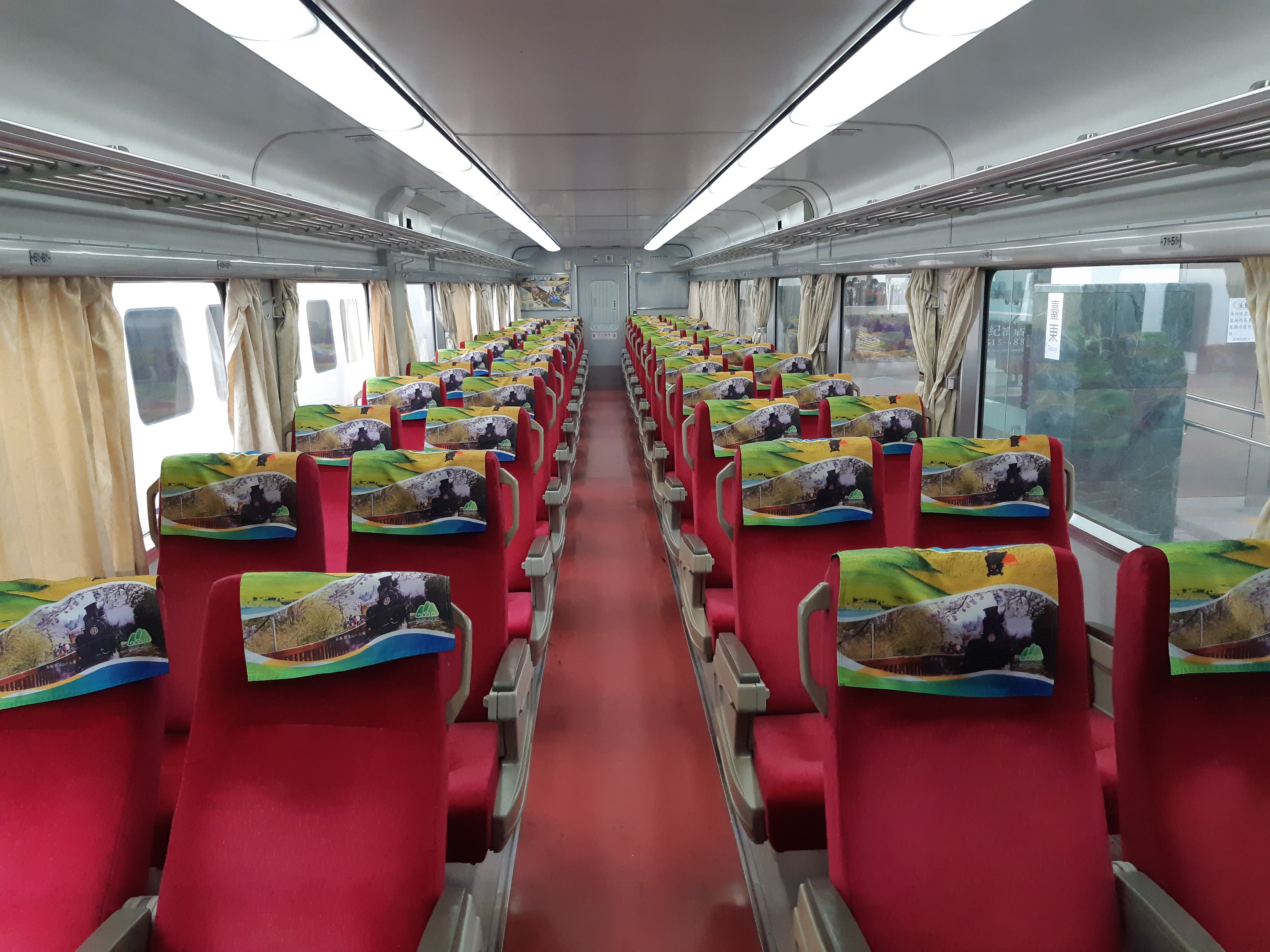
DR3100型拖車45DR3150型內裝，不若前幾代柴聯車有拱門設計（2020年10月24日）
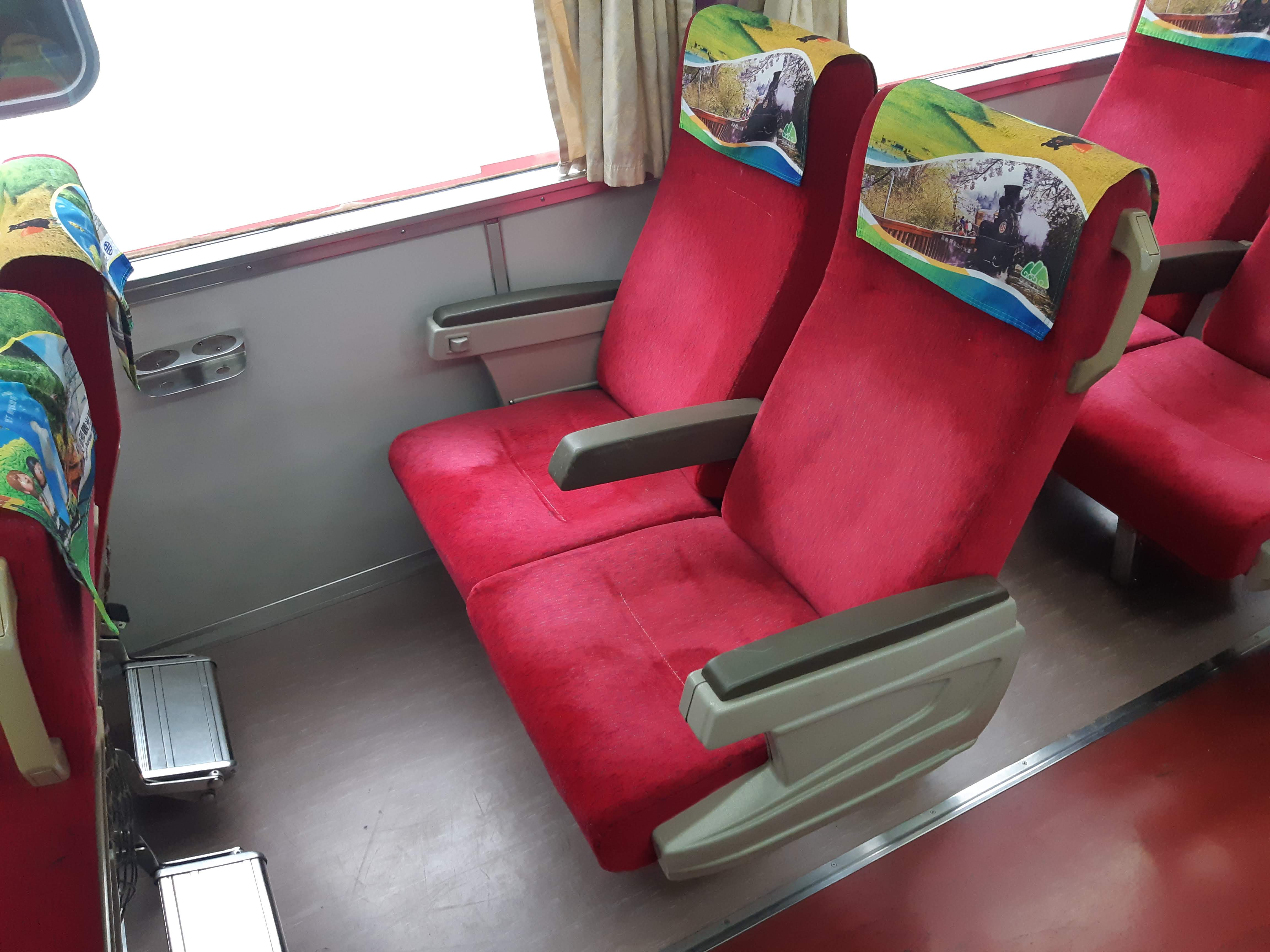
DR3100型座椅（2020年10月24日）
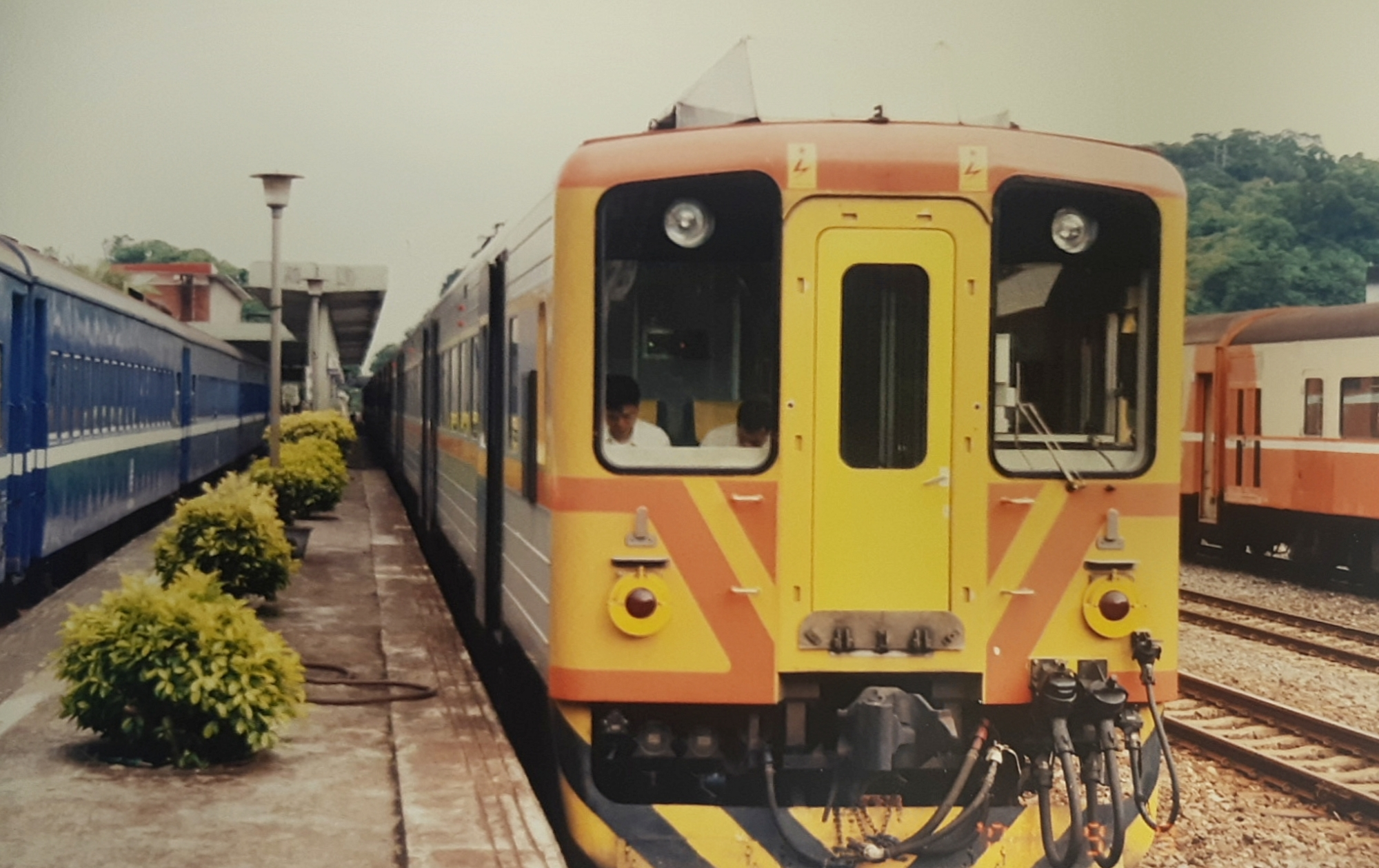
行駛樹林~蘇澳間1085次、1088次，在蘇澳等待折返的DR3100型柴聯車（2000年9月9日）

## 外部連結
- （日語）日車產品介紹-台湾鉄路局特急気動車「自強号」 （页面存档备份，存于）
- Train Collection-台鐵DR3100型自強號柴聯車
- 臺灣鐵路管理局-車種介紹 DR3100
- （繁體中文）台鐵DR3100型柴聯車座位配置圖 （页面存档备份，存于）(來源：台鐵座位配置圖（页面存档备份，存于）相簿)